# 高見堅志郎
高見 堅志郎（たかみ けんしろう、1933年10月9日 - 1996年9月16日）は、日本の美術評論家。

## 略歴
兵庫県生まれ。
1957年早稲田大学文学部卒業。1961年同大学院修士課程（美術史学専攻）修了。1963年武蔵野美術大学講師、助教授、武蔵野美術大学短期大学部生活デザイン学科教授。1987年から雑誌『武蔵野美術』の責任編集者を務める。

## 著書
- 『風景の旅びと 美術デザイン論集』美術出版社 1998

### 共編著
- 『近代世界美術全集　第11巻　近代建築とデザイン』川添登共著　社会思想社・現代教養文庫　1965年
- 『世界の素描 30 ロートレック』編著 講談社 1978
- 『世界版画美術全集 第5巻 ムンク/ロートレック』酒井忠康共編著 講談社 1980
- 『25人の画家 現代世界美術全集 第22巻 シャガール』編集 講談社 1980
- 『世界の文様 4 ヨーロッパ 2』青菁社 1986
- 『世界の文様 8 現代』青菁社 1989

### 翻訳
- 『ピカソ』H.L.C.ヤッフェ解説 美術出版社 1965
- ジョージ・ケペッシュ『造形と科学の新しい風景』佐波甫共訳 美術出版社 1966
- ルイーズ・ボーウェン・バリンジャー, レイモンド・A.バリンジャー『西洋の看板 サイン・シンボル・フォーム』美術出版社 1971
- アントン・エーレンツヴァイク『芸術の隠された秩序 芸術創造の心理学』岩井寛,中野久夫共訳 同文書院 1974
- ローレンス・アロウェイ『ロイ・リキテンスタイン』坂上桂子共訳 美術出版社 モダン・マスターズ・シリーズ 1990